# 過換気
過換気（かかんき、英: Hyperventilation）とは、体内で生成される量よりも多くの二酸化炭素を排出させるような異常な呼吸のことであり、呼吸数や1回換気量の増加により生じる。 このため、血液中に溶け込む二酸化炭素の濃度が低下する低炭酸ガス血症となる。通常、身体は恒常性を維持するためにこれを代償しようとするが、これがうまくいかなかったり、代償が追いつかなかったりすると、血液のpHが上昇し、呼吸性アルカローシスに至る。呼吸性アルカローシスの症状としては、めまい、唇や手足のしびれ、頭痛、脱力感、失神、痙攣などがある。ひどい場合には、手足がピクピクと収縮する(攣縮)こともある。
過換気を誘発または持続させる要因としては、生理学的ストレス、不安またはパニック障害、高山病、頭部外傷、脳卒中、喘息、肺炎、過換気症候群などの呼吸器疾患、肺塞栓症などの循環器疾患、貧血、人工呼吸器の誤った設定、特定の薬剤に対する有害反応がある。また、失神ゲームやブレスワークなど意識状態を変化させるために意図的に過呼吸を誘発させることもある。過呼吸により、潜水時間延長を試みた結果としてフリーダイビング中の浅い場所でのブラックアウト（Shallow water blackout）が生じる事もある。
なお、心肺蘇生中の過換気は胸腔内圧を上昇させて、冠動脈の灌流圧低下や低血圧の元凶となるために一般的には有害であり、推奨されていない。